# Cirkevné Listy
Cirkevné Listy egy szlovák nyelven megjelenő egyházi, evangélikus lap volt a Magyar Királyságban. Juraj Janoška evangélikus lelkész szerkesztésében jelent meg 1887 és 1918 között. Kiadásának helye több alkalommal is változott, azok között szerepelt Turócszentmárton, Alsókubin és Liptószentmiklós is. Az egyházi írások mellett jelentős számban közölt világi, főként szlovák nemzetébresztő írásokat is.